# 鲁口之战
鲁口之战，354年（前燕元玺三年）三月，五胡十六国中前燕卫将军慕容恪率军攻克鲁口（今河北饶阳）的作战。
元玺元年（352年）三月，冉魏皇帝冉闵被前燕慕容恪军俘虏，其子冉操投奔镇守鲁口的王午。七月，王午自称安国王，对抗前燕，八月，前燕皇帝慕容儁派慕容恪、太尉封奕、尚书令阳骛攻打鲁口，王午凭借城池之险抵抗，并把冉操送给燕军。慕容恪明白鲁口城池坚固、难以攻克，于是将城外的庄稼全部收割，退回中山（今河北定州市）。其间，王午被部将秦兴杀死，吕护又杀秦兴继为安国王。元玺三年（354年）二月，慕容恪再次发兵围攻鲁口，三月，攻克鲁口。吕护逃到野王（今河南沁阳）。此战，慕容恪抓住无粮难守、待其内乱的关键，创造战机，兵围坚城，终于获胜。